# Torbay (Kanada)
Torbay – miasto w Kanadzie, w prowincji Nowa Fundlandia i Labrador.